# Vár-tetői-barlang
A Vár-tetői-barlang Magyarország fokozottan védett barlangjai közül az egyik. A Bükki Nemzeti Park területén lévő Miskolcon található. A Bükk-vidék 12. legmélyebb barlangja. Magyarország egyik fontos denevér-telelőhelye.

## Leírás
A diósgyőri vár felett lévő Vár-tető csúcsa alatt, a vártól délnyugatra, a csúcstól néhány méterrel alacsonyabban, a Vár-tető háromszögelési pontjától körülbelül 250 méternyire, délkeletre, egy 10 méter átmérőjű, öt méter mély töbör alján, sziklatömbök között, a mészkő és a nem karsztos kőzet határán van a kis méretű bejárata. A Bagoly-hegyről lefolyó víz egy része régebben valószínűleg közvetlenül a barlangba folyt, de jelenleg a barlangbejárathoz nem vezet patakmeder. Napjainkra a barlang vízgyűjtő területe nagy mértékben csökkent. Vízfestéssel ki lett mutatva, hogy a barlang közelében található Fényes-kői-víznyelőbe befolyó víz a Szent György-forrásban bukkan ismét a felszínre. Csapadékos időszakban a bejárati folyosóban vízáramlás keletkezik és ez a vízmozgás a Nagy-teremben 100–200 liter/perc vízhozamú patakot alakít ki, emiatt a barlang árvízveszélyes. Középső triász és felső triász mészkőben jött létre.
A bejárat földrajzi helyzete, a barlang hidrológiája, a morfológiai formák, a kiválások és a hasonló barlangok alapján a barlangnak háromféle fejlődési módja állapítható meg, kialakulhatott víznyelőbarlangként, hévizes barlangként és időszakos forrásbarlangként. A víznyelőként működést a legjobban a bejáraton néha, régen nagyobb mennyiségben befolyó víz támasztja alá. Az alsó rész hosszú ideig tartó, teljes, a felső rész rövid ideig tartó, teljes, vízzel történt elöntését támasztják alá a freatikus formák és az alsó részen a vastag, fennőtt kalcitkristályokból álló, több száz négyzetméteres felületet borító cseppkőkéreg. A létrejöttében a hévizek is szerepet játszhattak. Ez a hegy lábánál fakadó, kevert vizű (a mélységi meleg víz és a freatikus hideg víz keveredik) meleg források és a hévizes eredetűnek tartott Fecske-lyukban megfigyelhető hasonló képződmények miatt feltételezhető. Az időszakos forrásbarlangként való működést sem cáfolja a bejárat közelében is előforduló fennőtt kalcitkristály-bevonat és valószínűleg a kialakulása után rövid ideig teljesen víz alatt volt.
Sok benne a freatikus oldásforma. A járatainak a többsége tág. A legnagyobb akna 22 méter mély és a 30 méter hosszú, 20 méter széles és körülbelül 30–32 méter magas Nagy-teremig három kisebb mélységű aknával lépcsőzetes aknasort képeznek. Cseppkövek fejlődtek például a Nagy-teremben és a Fehér-termi-ágban. A Nagy-teremben vannak a legszebb gömbüstök és a fennőtt kalcitkristályokból álló, vastag cseppkőbevonat.
A Nagy-teremben szokott telelni egy több száz egyed alkotta, fokozottan védett denevérekből álló kolónia. Néhány helyen a közlekedést a sár nehezíti. A Bükki Nemzeti Park Igazgatóság engedélyével látogatható, lezárt barlang bejárásához kötéltechnikai eszközök alkalmazása szükséges. A Nagy-terem a denevérek nyugalmi időszakában, október 15-től március 15-ig nem tekinthető meg.
1977-ben volt először Vár-tetői-barlangnak nevezve a barlang az irodalmában. Előfordul a barlang az irodalmában Fényes-kői-zsomboly (Bertalan, Schőnviszky 1973–1974), Fényeskői-zsomboly (Jakucs, Kessler 1962), Fényeskői zsomboly (Kadić 1932), Fényeskő-völgyi-zsomboly (Ferenczy 2003), Fényeskővölgyi-zsomboly (Lénárt 1977), Fényeskő-zsomboly (Bertalan 1976), Várhegyi aknabarlang (Gyenge 1961), Várhegyi-barlang (Gyenge 1962), Vár-tető Cave (Takácsné, Eszterhás, Juhász, Kraus 1989), Vártető Cave (Kordos 1977), Vártetői-aknabarlang (Schőnviszky 1963), Vártetői aknabarlang (Ferenczy 2003), Vártetői-barlang (Gyenge 1963), Vár-tetői-víznyelőbarlang (Hevesi 1977), Vártetői-víznyelőbarlang (Ferenczy 2003), Vártetői víznyelő barlang (Kuchta 1958), Vár-tetői-zsomboly (Bertalan, Schőnviszky 1973–1974), Vártetői-zsomboly (Maucha 1956) és Vártetői zsomboly I. (Ferenczy 2003) neveken is.

## Kutatástörténet
A környéken élők által régen ismert barlangot 1931-ben 42 méter mélységig, a Nagy-terembe vezető 4. akna tetején található, akkor még nem átjárható Présig, tudományosan először Sebős Károly egy ismeretlen személy segítségével vizsgálta át. A vizsgálatakor megmérte a levegő hőmérsékletét és páratartalmát, fényképeket és barlangtérkép-vázlatot készített. Kadić Ottokár 1931-ben írt kéziratában az olvasható, hogy a Fényeskő-völgyben nyílik, az addig elért mélysége 16 méter volt, a továbbjutást egy szűk rész akadályozza meg, a szűk részen átdobott kő gördülését több másodpercig lehet hallani, a zsomboly több, kisebb-nagyobb kürtőből és összekötő folyosóból áll, egyes részei cseppkövekben gazdagok és intenzív a csepegés, valamint 1931. október 8-án mért meteorológiai adatok is vannak a leírásban.
A Turisták Lapja 1937. évi évfolyamában megjelent és Schőnviszky László által írt tanulmányban az olvasható, hogy a barlang Diósgyőr határában, a Fényeskői-völgy déli végén található, Sebős Károly 46 méter mélyre jutott benne, ahol teljesen összeszűkül és egyes részein szép cseppkövek képződtek. A második világháborúban lehet, hogy német katonák használták, mert sok szétázott katonai lőszert találtak benne és a Nagy-terem Száraz-ágában mélyített kutatóárokban még most is van egy aknavetőgránát.
Kadić Ottokár az 1952-ben befejezett kéziratában a barlangra vonatkozó két irodalmi hivatkozás megadásával írta le. A leírás a földrajzi nevek helyesírásának kivételével megegyezik Schőnviszky László 1937-es leírásával. 1953 szeptemberében kezdte el kutatni a Magyar Hidrológiai Társaság Zsombolykutató Munkabizottsága. 1953. szeptember 28-án Gyenge Lajos, Kuchta Gyula és Láner Olivér a IV. kürtőig le tudtak jutni. A kötél rövidsége miatt nem bírtak tovább haladni. 1953. október 1-jén hágcsókat használva a Prés kitágítása után Molnár Gyula elérte a Nagy-terem alját.
1954. március 28-án lettek bejárva a Nagy-terem akkor ismert oldalágai. 1954 áprilisában Tóth József mérte fel a barlangot és a felmérés alapján készült egy függőleges hosszmetszetet ábrázoló barlangtérkép-vázlat. A barlangtérkép-vázlat a Nagy-teremig két kürtőt nevez meg. Az 1954. áprilisi felmérés alapján egy alaprajzi barlangtérképet rajzolt egy ismeretlen személy. A barlangtérkép a Nagy-teremig négy kürtőt nevez meg. Egy 1954. évi felmérés alapján Tóth József egy alaprajzi barlangtérképet is szerkesztett.
A Hidrológiai Közlöny 1955. évi 9–10. számában megjelent egy helyszínvázlat, amelyen be van jelölve helye, egy hosszmetszeti barlangtérkép-vázlat és egy részletes leírás a barlangról. A tanulmány szerint a barlang 48,8 méter mélységű, de felmérés még nem készült róla. A második akna folyosójából nyíló és felfelé haladó terem nagyon elkezdett pusztulni. Állítólag ennek az ágnak néhány évtizeddel azelőtt még hosszú, járható folytatása volt, de azóta beomlott. 1953. szeptember 30-án vésték járható méretűvé a harmadik akna aljában lévő végponti szűkületet és ekkor lett felfedezve a Nagy-terem. A teremből mellékágak nyílnak, valamint később a terem közepén lévő sziklatömbök között sikerült még 11 méter mélységig továbbjutni, ahol egy négy méter hosszú járatot ástak a törmelékben. Kuchta Gyula és Tóth József 1955-ös kéziratában többek között az olvasható, hogy a Sebős Károly által elért végpont valószínűleg a Présnek nevezett hely és ez nem 46, hanem 42 méter mélyen helyezkedik el.
1963 márciusában a Herman Ottó Barlangkutató Csoport vízfestéssel kimutatta, hogy a barlang közelében található Fényes-kői-víznyelőbe befolyó víz a Szent György-forrásban bukkan ismét a felszínre. 1964-ben Gyenge Lajos robbantással tovább tágította a Prést és a szifonokat is robbantással, valamint bontással járhatóbbá tette. 1964 februárjában Fodor B., Kun M. és Markó B. mérték fel a barlang 1964 elején feltárt szakaszát, majd a felmérés alapján meg lett szerkesztve a szakasz alaprajz térképe és hossz-szelvény térképe.
Az 1970-es években a Herman Ottó Karszt- és Barlangkutató Csoport tagjai végeztek feltáró munkát a Víznyelő-ágban. 1972-ben és 1973-ban a csoport felmérte a barlangot és a felmérés alapján egy hossz-szelvény barlangtérkép és egy keresztszelvényt ábrázoló barlangtérkép készült. A Bertalan Károly és Schőnviszky László által összeállított, 1976-ban megjelent Magyar barlangtani bibliográfia barlangnévmutatójában meg van említve a barlang Fényes-kői-zsomboly néven Fényeskői-zsomboly, Vártetői-zsomboly, Vár-tetői-zsomboly névváltozatokkal. A barlangnévmutatóban fel van sorolva 3 irodalmi mű, amelyek foglalkoznak a barlanggal.
Az 1976-ban befejezett, Magyarország barlangleltára című kéziratban Bertalan Károly 2 irodalmi mű alapján dolgozta fel az üregrendszert. A Bükk hegységben, Miskolcon lévő Vártetői-barlang további nevei Fényeskő-zsomboly, Várhegyi-barlang és Vártetői-zsomboly. A Fényeskői-völgy D-i végén, a Vár-tető csúcsától DK-re 250 m-re elhelyezkedő kis méretű töbörben, 334,7 m tszf. magasságban van a szűk bejárata. 91 m mély, mérete miatt védelemre érdemes többszintes inaktív víznyelőbarlang. Hasznosítása: turisztika és vízvizsgálat.
1976-ban vált országos jelentőségű barlanggá az 5300-as (Bükk) barlangkataszteri területen lévő, miskolci Vár-tetői-barlang. Az 1977. május 30-án, az előző lista barlangneveinek felülvizsgálata után összeállított országos jelentőségű barlangok listáján nincs rajta. Az 1977. évi Karszt és Barlang angol nyelvű különszámában megjelent, The longest and deepest caves of Hungary (December 31, 1975) című közleményből megtudható, hogy a Bükk hegységben fekvő, 90 m mély Vártető Cave 1975. december 31-én Magyarország 20. legmélyebb barlangja. Az 1977. december 31-i állapot szerint (MKBT Meghívó 1978. május) a Bükk hegységben lévő és 90 m mély Vár-tetői-barlang hazánk 23. legmélyebb barlangja. Az 1977. évi Karszt és Barlangban megjelent összeállítás alapján, 1977. december 31-én Magyarország 25. legmélyebb barlangja a Bükk hegységben elhelyezkedő, 1977. december 31-én, 1976-ban és 1975-ben 90 m mély Vár-tetői-barlang. Ez az összeállítás naprakészebb az 1978. májusi MKBT Meghívóban publikált listánál.
Az 1979-ben napvilágot látott, Barlangok a Bükkben című könyvben arról van szó, hogy a terület legnagyobb barlangja a Vártetői-barlang, amely a diósgyőri vártól DNy-ra nyílik. A barlang először Fényeskői zsomboly néven lett leírva. A 79 m mély és 165 m hosszú barlangban néhány, csak komoly felszereléssel járható kürtő van. Megfigyelhető benne több szép, cseppköves terem. A könyvhöz mellékelt, a Bükk hegység barlangokban leggazdagabb területét bemutató térképen látható a 121-es számmal jelölt barlang földrajzi elhelyezkedése. Az 1984-ben kiadott, Magyarország barlangjai című könyv szerint az 1960-as évek egyik jelentős hazai barlangi feltárásának számít az 1964-ben történt bejutás a 130 m hosszú részbe és a kiadvány részletesen ismerteti a barlangot. Az országos barlanglistában szerepel a Bükk hegységben lévő barlang Vár-tetői-barlang néven Vártetői-zsomboly, Várhegyi-barlang és Fényeskő-zsomboly névváltozatokkal. A listához kapcsolódóan látható az Aggteleki-karszt és a Bükk hegység barlangjainak földrajzi elhelyezkedését bemutató 1:500 000-es méretarányú térképen a barlang földrajzi elhelyezkedése.
Az 1987. december 31-i állapot alapján Magyarország 50. leghosszabb barlangja az 5391/56 barlangkataszteri számú, kb. 350 m hosszú Vár-tetői-barlang. A 49. leghosszabb barlang (Sátorkőpusztai-barlang) szintén kb. 350 m hosszú. Az összeállítás szerint az 1977. évi Karszt és Barlangban közölt hosszúsági listában a Vár-tetői-barlang nincs benne. A Fodor B. által 1964-ben és a Herman Ottó Barlangkutató Csoport által 1974-ben készített hosszmetszet térképekről van leolvasva, hogy a barlang kb. 350 m hosszú. Az 1987. december 31-i állapot alapján Magyarország 32. legnagyobb függőleges kiterjedésű barlangja az 5391/56 barlangkataszteri számú, 90 m függőleges kiterjedésű Vár-tetői-barlang. A 31. legnagyobb függőleges kiterjedésű barlang (Létrási-vizesbarlang) szintén 90 m függőleges kiterjedésű. Az összeállítás szerint az 1977. évi Karszt és Barlangban közölt mélységi listában a Vár-tetői-barlang 90 m mély.
A Karszt és Barlang 1989. évi különszámában publikált, angol nyelvű tanulmányhoz (The caves of Hungary) kapcsolódva megjelent egy olyan lista, amelyben Magyarország leghosszabb, és egy olyan lista, amelyben Magyarország legmélyebb barlangjai vannak felsorolva. A két felsorolás szerint a Bükk hegységben fekvő, 350 m hosszú és 90 m mély Vár-tetői-barlang (Vár-tető Cave) 1988-ban Magyarország 51. leghosszabb és 32. legmélyebb barlangja. (1977-ben is 90 m mély volt a barlang.) 2000-ben záratta le a barlangot a Bükki Nemzeti Park Igazgatósága. 2001. május 17-től a környezetvédelmi miniszter 13/2001. (V. 9.) KöM rendeletének értelmében a Bükk hegység területén lévő Vár-tetői-barlang fokozottan védett barlang. Egyidejűleg a fokozottan védett barlangok körének megállapításáról szóló 1/1982. (III. 15.) OKTH rendelkezés hatályát veszti. Biológiai jelentősége és ásványkiválásai miatt lett fokozottan védett barlang.
2002. július 15. és 2002. július 18. között a Guanó Barlangjáró Csoport (GUBACS) készítette el a barlangbejárat alaprajz térképét, a Bejárati-folyosó két alaprajz térképét, a Nagy-terem Felső-ágának alaprajz térképét, az Agyagárok-ág hosszmetszet térképét, az Aknás-ág hosszmetszet térképét és a barlang alaprajz térképét, hosszmetszet térképét és vetített hosszmetszet térképét keresztmetszet térképekkel. A csoport felmérése alapján a barlang legmélyebb pontja 101,75 m mélyen van a bejárattól számítva.
A 2003-ban megjelent, Magyarország fokozottan védett barlangjai című könyvben lévő barlangismertetés szerint a barlang 400 m hosszú, kb. 95 m függőleges kiterjedésű és 85 m vízszintes kiterjedésű. A könyvben található, Egri Csaba és Nyerges Attila által készített hosszúsági lista szerint a Bükk hegységben lévő és 5391-56 barlangkataszteri számú Vár-tetői-barlang Magyarország 64. leghosszabb barlangja 2002-ben. A 2002-ben 400 m hosszú barlang 1987-ben 350 m hosszú volt. A könyvben található, Egri Csaba és Nyerges Attila által készített mélységi lista szerint a Bükk hegységben lévő és 5391-56 barlangkataszteri számú Vár-tetői-barlang Magyarország 34. legmélyebb barlangja 2002-ben. A 2002-ben 95 m mély barlang 1977-ben és 1987-ben is 90 m mély volt.
A 2005-ben napvilágot látott, Magyar hegyisport és turista enciklopédia című kiadványban önálló szócikke van a barlangnak. A szócikk szerint a Vár-tetői-barlang a Bükk hegységben található és fokozottan védett természeti érték. A Fehérkő-lápa oldalában, 317 m tengerszint feletti magasságban van a bejárata. Sebős Károly végezte el a környéken élők által régóta ismert víznyelő első feldolgozását. 1953-ban kezdte meg a barlang feltárását a Magyar Hidrológiai Társaság Zsombolykutató Munkabizottsága. 400 m hosszú és 95 m mély a triász mészkőben keletkezett üregrendszer. A gömbüstös barlang létrejöttében jelentős szerepe volt a víz alatti oldásnak. Egyes szakaszaiban fennőtt kalcitkristályok, nagy felületű és vastagságú, részben visszaoldott kalcitkéreg figyelhető meg. Az átlagosnál magasabb hőmérséklet jellemzi mikroklímáját. Fontos nyári denevértanyahely legnagyobb terme. Engedéllyel és technikai eszközök alkalmazásával járható a lezárt barlang. Láner Olivér (Lánder Olivér) szócikkében meg van említve, hogy Láner Olivér részt vett a Vár-tetői-barlang feltárásában. A Marcel Loubens Barlangkutató Egyesület egyik legjelentősebb feltárása a Vár-tetői-barlang (1954).
2005. szeptember 1-től a környezetvédelmi és vízügyi miniszter 22/2005. (VIII. 31.) KvVM rendelete szerint a Bükki Nemzeti Park Igazgatóság működési területén, a Bükk hegységben található Vár-tetői-barlang a felügyelőség engedélyével látogatható. 2005. szeptember 1-től a környezetvédelmi és vízügyi miniszter 23/2005. (VIII. 31.) KvVM rendelete szerint a Bükk hegységben lévő Vár-tetői-barlang fokozottan védett barlang. 2007. március 8-tól a környezetvédelmi és vízügyi miniszter 3/2007. (I. 22.) KvVM rendelete szerint a Bükki Nemzeti Park Igazgatóság működési területén lévő Bükk hegységben elhelyezkedő Vár-tetői-barlang az igazgatóság engedélyével tekinthető meg.
2013. július 19-től a vidékfejlesztési miniszter 58/2013. (VII. 11.) VM rendelete szerint a Vár-tetői-barlang (Bükk hegység, Bükki Nemzeti Park Igazgatóság működési területe) az igazgatóság hozzájárulásával látogatható. 2015. november 3-tól a földművelésügyi miniszter 66/2015. (X. 26.) FM rendelete szerint a Vár-tetői-barlang (Bükk hegység) fokozottan védett barlang. 2021. május 10-től az agrárminiszter 17/2021. (IV. 9.) AM rendelete szerint a Vár-tetői-barlang (Bükk hegység, Bükki Nemzeti Park Igazgatóság működési területe) az igazgatóság engedélyével látogatható. A 13/1998. (V. 6.) KTM rendelet egyidejűleg hatályát veszti.

## További irodalom
- Erdey Gyula: Bükk portyavezető. Budapest, Sport, 1954. 26. old.
- Erdey Gyula: Bükk útikalauz. Budapest, Sport, 1956. (2. kiadás) 24. old.
- Kadić Ottokár: Országos rendszeres barlangkutatás 1931. Kézirat, 1931. (A kézirat megtalálható a Magyar Karszt- és Barlangkutató Társulatban.)
- Kadić Ottokár: Jelentés az 1931. évben végzett barlangkutatásaimról. Kézirat. 1932. május 25. 8 old. (A kézirat megtalálható a Magyar Állami Földtani Intézet Adattárban.)
- Kraus Sándor: Barlangföldtan. Budapest, 1984.
- Szatmári Ilona: Földalatti vizek nyomában. Szabad Nép, 1954. augusztus 16. (12. évf. 227. sz.)